# Hormuzd Rassam

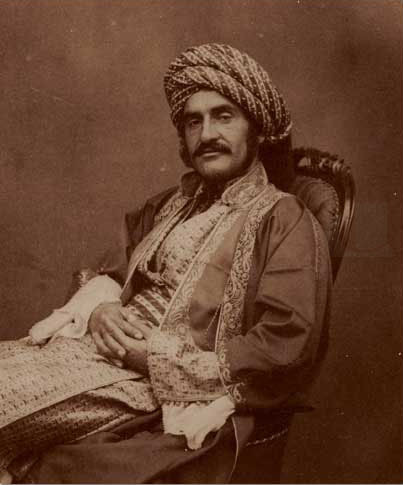
Hormuzd Rassam in Mosoel, circa 1854

Hormuzd Rassam (1826 – 16 september 1910) (Syrisch: ܗܪܡܙܕ ܪܣܐܡ), was een archeoloog, Assyrioloog en diplomaat.
Hij werd geboren in een Assyrische familie in Mosoel, dat toen bij het Ottomaanse Rijk hoorde.  Hij studeerde aan de prestigieuze Universiteit van Oxford. Als archeoloog was hij onder andere de assistent van Austen Henry Layard en werkte op Kalhu en Ninive. Hij vond onder andere de eerst bekende kleitabletten met het Gilgamesj-epos. Daarna was hij een tijd actief als diplomaat in dienst van het Verenigd Koninkrijk. Tussen 1877 en 1882 was hij weer actief als archeoloog voor het British Museum, onder andere op Kalhu, Ninive, Balawat en Sippar. In Babylon vond hij in 1879 de beroemde Cyruscilinder en in Sippar de Naboniduscilinder. Na 1882 leefde hij voornamelijk in Brighton in Engeland.